# Pseudopaludicola coracoralinae
Pseudopaludicola coracoralinae — вид жаб родини свистунових (Leptodactylidae). Описаний у 2020 році.

## Етимологія
Видова назва вшановує бразильську поетесу Анну Лінш душ Гімарайнш Пейшоту Бреташ, відомішу за псевдонімом Кора Кораліна (1889-1985). Поетеса писала вірші з дитинства, але вперше опублікувала їх і стала відомою у віці 75 років. У 2012 році на її честь також названо нові вид та рід равликів Kora corallina.

## Поширення
Ендемік Бразилії. Виявлений у муніципалітеті Палмейрас-ді-Гояс в штаті Гояс.